# パコ・スタンリー
パコ・スタンリー（スペイン語: Paco Stanley, 1942年7月3日 - 1999年6月7日）は、メキシコのコメディアン、俳優およびホスト。本名はホルヘ・フランシスコ・アロンソ・スタンリー・アルバイテロ（スペイン語: Jorge Francisco Alonso Stanley Albaitero）。
| スタブアイコン | サブスタブ | この項目は、まだ閲覧者の調べものの参照としては役立たない、人物に関連した書きかけの項目です。この項目を加筆・訂正などしてくださる協力者を求めています（P:人物伝/PJ:人物伝）。 |